# Tikøb Kirke
Tikøb Kirke er kirke i Tikøb Sogn, Helsingør Domprovsti i Helsingør Stift. Kirken ligger i Helsingør Kommune (Region Hovedstaden). Indtil Kommunalreformen i 2007 lå den i Helsingør Kommune (Frederiksborg Amt), og indtil Kommunalreformen i 1970 i Lynge-Kronborg Herred (Frederiksborg Amt).
Kirken er trods senere forandringer en af de smukkeste
og ejendommeligste landsbykirker i tegl fra middelalderen, og den omhu, der har
været anvendt på den, peger hen på det nærliggende Esrom Kloster. Den ældre
del, langhuset og koret, der ender i en lige gavl, er opført af røde munkesten i ren
rundbuestil, vistnok fra slutningen af 12. eller begyndelsen af 13. århundrede.
Langhuset er prydet med en rundbuefrise og har på sydsiden en slank portal; koret
udmærker sig ved en frise med dobbelte rundbuer, hvis konsoller til dels
er modellerede som hoveder med kroner på. På korets nordre side ses et af de
oprindelige smalle rundbuevinduer og i samme gavl en gruppe af tre lignende vinduer,
som nu er muret til.
Kirken har oprindelig haft fladt bjælkeloft, men spidsbuede gotiske hvælvinger er senere bygget ind. Tårn, våbenhus, gavlkamme og et sakristi (det sidste
fra 1517) er ligeledes føjet til senere. Altertavle med året 1723: hovedfeltet består af
et maleri: nadveren; på alteret malmstager fra 1681, skænket af skræderlavet i
Helsingør. Der er en rigt udskåret prædikestol fra Frederik III’s tid og døbefont
af sandsten fra kirkens ældste dage, foroven smykket med romansk løvværk
og en latinsk indskrift, der siger at den er udført af Alexander til Christi, Jomfru Marias
og alle helgenes ære.

## Galleri
- Døbefont
- Sydportal
- Rundbuefrise på korets sydmur
- Sokkelparti i skibets vestende